# Derwin James
Pour les articles homonymes, voir James.
(en) Statistiques sur pro-football-reference
Derwin Alonzo James Jr., né le 3 août 1996 à Haines City, est un joueur professionnel américain de football américain évoluant au poste de strong safety.
Au niveau universitaire, il joue de 2015 à 2017 pour les Seminoles de l'université d'État de Floride avant d'être sélectionné en  17e choix global lors de la draft 2018 de la National Football League (NFL) par la franchise des Chargers de Los Angeles.

## Biographie

### Jeunesse
James étudie au lycée Auburndale (en) situé à Auburndale en Floride avant de revenir dans sa ville natale au lycée de la ville d'Haines (en) situé à Haines City en Floride,.
Il est considéré comme une possible recrue cinq étoiles par Rivals.com et est classé meilleur safety et cinquième meilleur joueur de sa classe au niveau national.
James se lie avec l'université d'État de Floride pour y jouer au football américain après avoir reçu une offre de bourse après son année freshman au lycée,,.

### Carrière universitaire
Bien que considéré comme remplaçant en début de saison 2015, James devient rapidement titulaire au poste de strong safety,,,. En fin de saison, il affiche un bilan de 91 plaquages, 4 ½ sacks, 4 passes défendues, 2 fumbles forcés et 2 fumbles recouverts.
Avant le début de la saison 2016, James est classé par l'analyste sportif Lance Zierlein (en) comme le troisième meilleur joueur de deuxième année derrière Josh Rosen et Calvin Ridley. Le 13 septembre 2016, il est annoncé que James va devoir subir une opération chirurgicale au niveau du genou pour réparer une déchirure du ménisque latéral et des dommages au cartilage, impliquant une absence de 5 à 7 semaines. Il ne participe ainsi qu'à deux matchs sur la saison, totalisant 11 plaquages et une interception. 
En 2017, il dispute douze matchs et totalise 84 plaquages, 2 interceptions, 11 passes défendues et un sack. Le 7 décembre 2017, James decide de faire l'impasse sur ses deux dernières saisons d'éligibilité pour se présenter à la draft 2018 de la NFL.

### Carrière professionnelle
| Taille              | Poids          | Bras          | Main          | Sprint   | Sprint   | Sprint   | Shuttle 20 yards | 3 cones drill | Détente        | Détente        | Développé couché | Test Wonderlic |
| Taille              | Poids          | Bras          | Main          | 40 yards | 10 yards | 20 yards | Shuttle 20 yards | 3 cones drill | verticale      | horizontale    | Développé couché | Test Wonderlic |
| 1,87 m (6 ft 1¾ in) | 98 kg (215 lb) | 84 cm (33 in) | 24 cm (9½ in) | 4,47 s   | 1,55 s   | 2,59 s   | 4,34 s           | 7,34 s        | 1,02 m (40 in) | 3,35 m (11 ft) | 21 reps          | -              |

Les Chargers de Los Angeles sélectionnent James en 17e choix global lors du premier tour de la draft 2018 de la NFL. Il est le deuxième safety à y être choisi après Minkah Fitzpatrick du Crimson Tide de l'Alabama (11e choix global par les Dolphins de Miami). Le 1er juin 2018, James signe un contrat de quatre ans pour un montant garanti de 12,38 millions de dollars, incluant un bonus à la signature de 7,09 millions,.

#### 2018
James commence le camp d'entraînement en tant que titulaire au poste de strong safety mais il se blesse aux ischio-jambiers ce qui limite ses prestations. Il entre ainsi en concurrence pour ce poste avec les vétérans Adrian Phillips (en) et Rayshawn Jenkins (en) mais il est finalement désigné titulaire par l'entraîneur principal Anthony Lynn aux côtés du free safety Jahleel Addae (en).
Il fait ses débuts professionnels contre les Chiefs de Kansas City (défaite 28 à 38) et y réussit trois plaquages, dévie deux passes adverses et effectue son premier sack professionnel sur le quarterback Patrick Mahomes.
Le 23 septembre, James enregistre neuf plaquages, une passe déviée et réussit sa première interception professionnelle malgré la défaite 23 à 35 contre les Rams de Los Angeles en 3e semaine. Cette interception est effectuée dans la zone d'en-but au cours du deuxième quart temps à la suite d'une tentative de passe du quarterback Jared Goff vers son tight end Gerald Everett. Le 18 décembre 2018, il est sélectionné pour disputer son premier Pro Bowl. Le 28 juillet 2019, James est classé 31e du Top 100 des meilleurs joueurs de la NFL.

#### 2019
Le 15 août 2019, il est révélé que James souffre d'une fracture de stress au niveau du pied droit, cette blessure nécessitant une intervention chirurgicale et entrainant une indisponibilité de maximum trois mois. Il est placé sur la liste des blessés le 1er septembre 2019, recommence à s'entraîner avec l'équipe dès le 25 novembre et est totalement réactivé le 30 novembre.

#### 2020
Le 5 septembre 2020, James est placé sur la liste des blessés à la suite d'une opération chirurgicale nécessaire pour réparer un ménisque déchiré,. Il est ensuite placé sur la liste des réservistes touché par la Covid-19 le 15 décembre 2020 et définitivement replacé sur la liste des blessés le 7 janvier 2021.

#### 2021
Les Chargers activent l'option de cinquième année du contrat de James le 30 avril 2021 lui garantissant un salaire de 9,95 millions de dollars pour la saison 2022.

#### 2022
Le 17 août 2022, il signe une extension de contrat de 4 ans avec les Chargers pour un montant de 76,5 millions de dollars dont 42 garantis. Avec un salaire annuel de 19,13 millions de dollars, il devient le safety le mieux payé de tous les temps.
Le 21 décembre 2022, James est sélectionné pour la troisième fois au Pro Bowl. Le 26 décembre il est expulsé lors du match joué contre les Colts à la suite d'un choc avec son casque sur le receveur Ashton Dulin.

## Statistiques
| Année       | Équipe                     | Statut      | MJ |       | Plaquages | Plaquages | Plaquages | Plaquages |       | Interceptions | Interceptions | Interceptions | Interceptions |  | Fumbles | Fumbles |
| Année       | Équipe                     | Statut      | MJ | Total | Seul      | Ast.      | Sacks     | Nb.       | Yards | Déf.          | TD            | Nb.           | Rec.          |  |         |         |
| 2015        | Seminoles de Florida State | Fr.         | 12 | 91    | 52        | 39        | 4,5       | 0         | 0     | 04            | 0             | 2             | 2             |  |         |         |
| 2016        | Seminoles de Florida State | So.         | 02 | 11    | 09        | 02        | 0,0       | 1         | 0     | 0             | 0             | 0             | 0             |  |         |         |
| 2017        | Seminoles de Florida State | Jr.         | 12 | 84    | 49        | 35        | 1,0       | 2         | 41    | 11            | 1             | 0             | 0             |  |         |         |
| Totaux NCAA | Totaux NCAA                | Totaux NCAA | 26 | 186   | 110       | 76        | 5,5       | 3         | 41    | 15            | 1             | 2             | 2             |  |         |         |

| Année      | Équipe                  | MJ |                              | Plaquages                    | Plaquages                    | Plaquages                    | Plaquages                    |                              | Interceptions                | Interceptions                | Interceptions | Interceptions |  | Fumbles | Fumbles |
| Année      | Équipe                  | MJ | Total                        | Seul                         | Ast.                         | Sacks                        | Nb.                          | Yards                        | Déf.                         | TD                           | Nb.           | Rec.          |  |         |         |
| 2018       | Chargers de Los Angeles | 16 | 105                          | 75                           | 30                           | 3,5                          | 3                            | 30                           | 13                           | 0                            | 0             | 0             |  |         |         |
| 2019       | Chargers de Los Angeles | 05 | 034                          | 23                           | 11                           | 0,0                          | 0                            | 0                            | 0                            | 0                            | 0             | 0             |  |         |         |
| 2020       | Chargers de Los Angeles | -  | Blessé, n'a joué aucun match | Blessé, n'a joué aucun match | Blessé, n'a joué aucun match | Blessé, n'a joué aucun match | Blessé, n'a joué aucun match | Blessé, n'a joué aucun match | Blessé, n'a joué aucun match | Blessé, n'a joué aucun match | -             | -             |  |         |         |
| 2021       | Chargers de Los Angeles | 15 | 118                          | 75                           | 43                           | 2,0                          | 2                            | 20                           | 5                            | 0                            | 3             | 0             |  |         |         |
| 2022       | Chargers de Los Angeles | 14 | 115                          | 064                          | 31                           | 4,0                          | 2                            | 0                            | 6                            | 0                            | 2             | 0             |  |         |         |
| Totaux NFL | Totaux NFL              | 50 | 372                          | 237                          | 115                          | 9,5                          | 7                            | 50                           | 25                           | 0                            | 5             | 0             |  |         |         |

| Année      | Équipe                  | MJ |       | Plaquages | Plaquages | Plaquages | Plaquages |       | Interceptions | Interceptions | Interceptions | Interceptions |  | Fumbles | Fumbles |
| Année      | Équipe                  | MJ | Total | Seul      | Ast.      | Sacks     | Nb.       | Yards | Déf.          | TD            | Nb.           | Rec.          |  |         |         |
| 2018       | Chargers de Los Angeles | 2  | 14    | 10        | 4         | 0,0       | 0         | 0     | 0             | 0             | 0             | 0             |  |         |         |
| 2022       | Chargers de Los Angeles | 1  | 09    | 06        | 3         | 0,0       | 0         | 0     | 0             | 0             | 0             | 0             |  |         |         |
| Totaux NFL | Totaux NFL              | 3  | 23    | 16        | 7         | 0,0       | 0         | 0     | 0             | 0             | 0             | 0             |  |         |         |

## Palmarès, trophées et récompenses

### NFL
- Sélectionné dans l'équipe type All-Pro en 2018 et 2021 ;
- Sélectionné au Pro Bowl en 2018, 2021 et 2022 ;
- Sélectionné dans l'équipe type des débutants (rookies) en 2018 ;

### NCAA
- Sélectionné dans l'équipe type All American en 2017 ;
- Sélectionné dans l'équipe type de l'Atlantic Coast Conference (ACC) en 2016 et 2017.

## Vie privée
James est le cousin de Vince Williams (en) et de Karlos Williams (en), tous deux anciens joueurs des Seminoles de Florida State, ainsi que de Mike James (en), ancien running back des Hurricanes de Miami.
Il est aussi le deuxième cousin d'Edgerrin James, ancien running back des Hurricanes de Miami en NCAA et des Colts, Cardinals et Seahawks en NFL.